# Bronzealderen i Norge
Bronzealderen i Norge er perioden fra ca. 1700 f.Kr.-500 f.Kr. kan deles i 6 perioder: Ældre bronzealder I til III, og yngre bronzealder IV til VI.
- Eldre bronzealder (1700-1100 f.Kr.) (Per. I. 1700-1500 f.Kr. Per. II. 1500-1300 f.Kr. Per. III. 1300-1100 f.Kr.)
- Yngre bronzealder (1100-500 f.Kr.) (Per. IV. 1100-900 f.Kr. Per. V. 900-600 f.Kr. Per. VI. 600-500 f.Kr.)

## Kremering
Skellet mellem ældre og yngre bronzealder er lagt til 1100 f.Kr, fordi kremering på dette tidspunkt bliver den eneste gravskik. Tidligere begravede man de døde. Overgangen til kremering kan skyldes at det var ild som omgjorde det døde metalet til bronzegenstande, og at dette skabte forestilling om at den døde krop måtte gennem ild for at frigøre sjælen. En anden vigtig begivenhed omkring 1100 f.Kr, var at hovedleverandøren af kobber, nemlig hovedgangen i Mitterberg ved Salzburg, blev udtømt. Importen af kobber kom herefter fra Schweiz, men dette var af dårligere kvalitet. Tin fra Cornwall var efterspurgt i hele bronzealderen og senere, og da tinforekomsterne i Spanien til sidst var opbrugt, var det viden om Cornwalls tin som fik Romerriget til at invadere i England. Men da jern overtog for bronze, skyldtes det nok til dels at bronzens kvalitet var for nedadgående, for selv om hvem som helst kunne udvinde jern fra malmen i moserne, når de kendte fremgangsmåden, kræver jernsmelting adskillig større teknisk kompetence end bronzestøbning.

## Samfundet
I bronzealderen blev samfundet mere organiseret og lagdelt end i stenalderen. Det voksede en "høvdingklasse" frem, som havde nære forbindelser med Syd-Skandinavien, og sandsynligvis længere mod syd. Nogle af motiverne fra norske og svenske helleristninger optræder også i klippemalerierne i Valcamonica i Brescia, Italien. Bosætningerne blev mere permanente, og folk begyndte at bruge hest og ard. De rige skaffede sig statussymboler af bronze og boede i langhuse. De blev ofte gravlagt i gravhøje.
I bronzealderen blev brugen af kogegruber mere udbredt. Enkelte af de største langhuse fra bronzealder har haft indendørs kogegruber, men størstedelen har været placeret udendørs. Der er fundet spor af brændte dyreben i kogegruber i Norge, som sandsynligvis stammer fra kvæg, hvilket er tegn på, at folk i højere grad var begyndt at holde husdyr.

## Fremstilling af bronze
Bronze er en blanding af kobber og tin. Ingen af disse metaller findes naturligt i Norge i store forekomster. De rigeste høvdinger drog på handels- eller krigsfærd mod syd til resten af Europa, hvor de byttede til sig bronze fra Sydeuropa for skind, horn og pels fra Norge. De fineste bronzesmykker og -genstande, der er fundet i Norge, er sandsynligvis blevet importeret fra kulturcentre i Centraleuropa. Danske smede blev tidligt dygtige mestre i håndværket, og de fineste Bronzelurerbronzelurer er fremstillet i dette område. Nordmændene lærte efterhånden selv at støbe bronzegenstande, og rester av bronzesmedjer er bl.a. blevet fundet i Hunnfelterne i Østfold under udgravninger. Denne var i virksomhed ca. 1300 - 700 f.Kr, mens bronzens kvalitet var for nedadgående. Blandt andet blev der støbt spydspidser i Hunn.
Bronzen blev smeltet og hældt i en form af fedtsten. Da kobber er blødt metal kan det ikke bruges til redskaber og våben, men når det bliver blandet med tin til legeringen bronze bliver det hårdt nok til at kunne benyttes til våben, smykker, økser og sværd. En del af disse genstande blev brugt ceremonielt.

## Religion og kultur
Befolkningen i bronzealderen tilbad solen som en guddom.
Der var ingen skrifttegn i bronzealderen, men der findes billeder og mærker som er ridset ind i klipper i form af helleristninger. Disse viser bl.a. mennesker, der dyrker jorden, skibe og krigere. Der findes en del helleristninger i Norge, særligt i Østfold, Rogaland og Nord-Norge.